# Даниловский, Сергей Юрьевич
Серге́й Ю́рьевич Данило́вский (укр. Сергій Юрійович Даниловський; род. 20 августа 1981[…], Тбилиси) — украинский футболист, полузащитник.

## Биография
Даниловский родился 20 августа 1981 в Тбилиси. Его отец Юрий военный, родом из Киева. Мать — русская из Петропавловска-Камчатского. Первые пять лет своей жизни Сергей провёл в Тбилиси, затем его отца направили служить в ГДР, где он провёл два года. Позже жил в Ленинграде. После распада СССР отец Сергея перешёл на службу в украинскую армию и его направили служить во Львов.
С 1999 года его родители живут в Севастополе. В двенадцать лет Сергей пошёл во львовскую ДЮСШ-4, а спустя год его взял Ярослав Дмитрасевич в Училище физической культуры.

### Клубная карьера
Сергей Даниловский начал свою карьеру во львовских «Карпатах». В июле 2004 года он перешёл в одесский «Черноморец». Даниловский был признан болельщиками лучшим футболистом «Черноморца» в первой половине сезона 2006/07. В 2007 году перешёл в донецкий «Металлург».
В январе 2010 года перешёл в криворожский «Кривбасс», где главным тренером стал Юрий Максимов, Даниловский подписал двухлетний контракт. Позже Даниловский получил травму, перелом кости в голеностопе, у него были порваны внешние и внутренние связки. Ему сделали операцию, а реабилитацию Сергей проходил в Германии. В 2012 году стал игроком ужгородской «Говерлы», где провёл 5 матчей.
В феврале 2012 года проходил просмотр в российском клубе «Химки», но в итоге контракт не подписал. Летом 2012 года подписал соглашение с «Химками», по предложению агента Вадима Шаблия. В команде Сергей взял себе 5 номер. В «Химках» стал капитаном, всего за клуб отыграл один год, провёл 25 матчей и забил 2 гола. Даниловский покинул клуб из-за проблем с ногой.
С августа и до конца 2013 года играл за «Рух» из города Винники в чемпионате Львовской области и любительском чемпионате Украины. В 2014 году играл за любительский «Стандарт» из Артасова.

### Карьера в сборной
В 2001 году главный тренер молодёжной сборной Украины до 21 года Анатолий Крощенко включил в список футболистов для участия в молодёжном чемпионате мира в Аргентине.
В августе 2007 года его в первый раз вызвали в национальную сборную Украины на товарищеский матч против Узбекистана. Сергей Даниловский вышел в основном составе, а сразу после перерыва его заменил Олег Шелаев.

### Тренерская карьера
В 2014 году стал ассистентом тренера в академии львовских «Карпат» (до 15 лет).
В мае 2021 года пополнил тренерский штаб клуба «Красный» из Смоленска, который выступал в группе 3 Первенства ПФЛ.
В 2024 году вошёл в тренерский штаб «Звезды» (Санкт-Петербург).

## Достижения
- Бронзовый призёр чемпионата Украины: 2005/06

## Личная жизнь
Женат, есть дочь. Его кум — Тарас Кабанов.
Имеет высшее образование, закончил Львовский институт физической культуры.